# بیردارد
بیردارت (به هلندی: Birdaard) یک منطقهٔ مسکونی در هلند است که در فروردرادیل واقع شده‌است. بیردارت ۱٬۱۷۳ نفر جمعیت دارد.